# Li Castillo
Li Herbet Castillo Florian (ur. 9 czerwca 1983) – peruwiański zapaśnik walczący w stylu klasycznym. Dziewiąty na mistrzostwach panamerykańskich w 2014. Mistrz Ameryki Południowej w 2012 i drugi w 2013, a trzeci w 2015. Piąty na igrzyskach boliwaryjskich w 2013 i 2017, a także na igrzyskach Ameryki Południowej w 2018 roku.